# Genzebe Dibaba
Genzebe Dibaba, född den 8 februari 1991 i Bekoji i regionen Oromia i Etiopien, är en medel- och långdistanslöpare. Hon är yngre syster till Ejegayehu Dibaba och Tirunesh Dibaba samt kusin till Derartu Tulu.
Den 17 juli 2015 satte hon nytt världsrekord på 1 500 meter med tiden 3.50,07 min. vid Diamond League-galan i Monaco. Därmed raderade hon ut det 22 år gamla rekordet med 39 hundradelar och som innehades av kinesiskan Yunxia Qu.

## Personliga rekord

### Utomhus
- 1 500 m:  3.50,07 – Monaco (Stade Louis II) 17 juli 2015 (världsrekord)
- 2 000 m:  5.27,50 – Ostrava (Městský stadion) 17 juni 2014
- 3 000 m:  8.26,21 – Doha (Qatar Sports Club Stadium) 9 maj 2014
- Två eng mil:  9.14,28 – Birmingham (Alexander Stadium) 24 augusti 2014
- 5 000 m:  14.15,41 – Paris (Stade de France) 4 juli 2015